# 屯田兵
屯田兵（とんでんへい）は、明治時代に北海道（主に道央以東、以北）の警備と開拓にあたった兵士とその部隊である。1874年（明治7年）に制度が設けられ、翌年から実施、1904年（明治37年）に廃止された。

## 北海道

### 屯田兵の開始
屯田制を北海道に実施するという考えは、明治初年から様々な方面に生まれていた。1867年（慶応3年）、坂本龍馬は大政奉還で武士が職を失うことを予想しその力を北海道開拓に活かすことを考え、同志にエゾ（北海道）に渡り、新しい国をつくることを述べていた。徳川家の遺臣を移して北方警備と開墾に従事させようとする榎本武揚の考えで、彼はこの計画を掲げて新政府と箱館戦争を戦った。新政府側では佐賀藩主の鍋島直正が、失職する武士の授産のためとして屯田兵を設けよとの意見を抱いていた。
政府内の提案としては、明治3年11月（1870年12月 - 1871年1月）に開拓使が行なったものがはじめである。ついで西郷隆盛が1871年（明治4年）から1873年（明治6年）にかけて士族による北方警備と開拓を主唱した。西郷は計画の実現をみることなく下野したが、彼の影響で開拓次官の黒田清隆が1873年11月に太政官に屯田制を建議した。樺太と北海道の兵備の必要と、そのための費用を憂え、「今略屯田の制に倣い、民を移して之に充て、且耕し且守るときは、開拓の業封疆の守り両ながら其便を得ん」というものであった。黒田が考えたのも士族の活用であったが、彼の場合旧松前藩と東北諸藩の貧窮士族を想定していた。
太政官は黒田の提案に賛成し、1874年（明治7年）に屯田兵例則を定めた。1875年（明治8年）5月、札幌郊外の琴似兵村への入地で、屯田が開始された。

### 前期屯田の進展

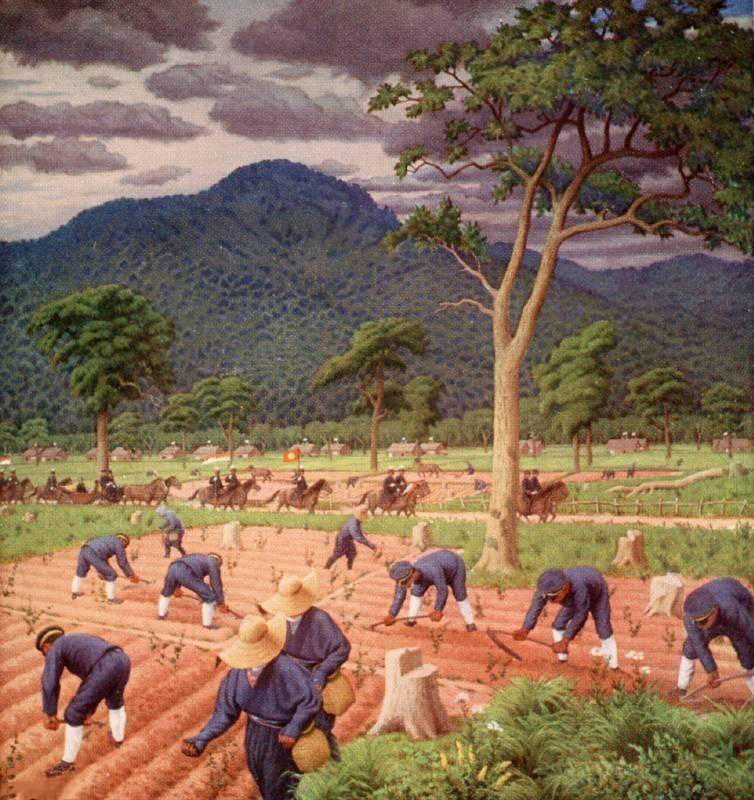
『北海道巡幸屯田兵御覧』（高村真夫筆）。明治14年、北海道行幸で山鼻屯田兵村(現在の札幌市中央区山鼻)を視察する明治天皇

初期の屯田兵募集は身分上、士族に募集が制限されていた。身分や年齢の制限を満たすための便法として養子縁組を行なうものを屯田養子といった。が、実のところ募集当局に平民を拒む意思はなかったので、ここから問題が起きることはなかった。1891年（明治24年）に身分制限が正式に取り払われると、新兵の身分比はほぼ人口中の身分比に等しくなった。よって、前期と後期で屯田兵の時代区分をする。
屯田ははじめ札幌近くの石狩地方に展開し、しだいに内陸や道東部などに範囲を広げた。屯田兵は、二百余戸の中隊を一つの単位として兵村を作った。中隊はいくつか集まって大隊を編成したが、大隊レベルの編成はしばしば変わった。はじめ、屯田兵は開拓使の屯田事務局（後に屯田事務係）の下に置かれたが、1882年（明治15年）開拓使が廃止されると、陸軍省に移管された。廃止前に准陸軍大佐などと称していた屯田兵の士官は、移管にともない准をとって陸軍大佐などになったが、先任順は同じ階級の末尾になった。
陸軍省のもとで屯田兵の所管組織は屯田兵本部、屯田兵司令部と改称し、一般の部隊の編制に近づいた。屯田兵本部長、屯田兵司令、そして後に設置される第7師団長は、永山武四郎が務めた。
徴兵制だった当時の日本において、屯田兵は長期勤務の志願兵制という点でも特殊であった。法制上は兵卒から士官への昇進の規定はなかったが、実際には昇進者もあり、後期屯田の幹部となった。
屯田兵は1877年（明治10年）に西南戦争に参加して戦闘を重ねた。このとき、増援のために屯田予備兵が編成されたが、訓練中に戦争が終結に向かったため、こちらは実戦を経験しなかった。戦後、屯田予備兵は普段は生業に就き、戦時と年1度の演習時にのみ召集される兵士として、そのまま常置された（西南戦争終結後の12月に屯田兵予備兵条例が制定された）。予備兵は1881年（明治14年）に廃止された。

### 後期屯田の展開
開拓使の廃止後、太政官大書記官の金子堅太郎は伊藤博文の指示で北海道の実情調査を実施した。その報告である「北海道三県巡視復命書」の中で、金子は屯田兵の拡大を提案した。山縣有朋や井上馨も北海道を視察して屯田兵を重視すべきとの印象を得た。永山武四郎本部長はロシア帝国でコサック兵の制度を調べ、これを参考にして屯田兵拡大の具体策を立てた。帰国した永山が、1888年（明治21年）6月15日に、屯田兵本部長を兼ねつつ北海道庁長官に就任すると、屯田兵の改革・増設計画が急速に進んだ。
1889年（明治22年）2月に、1893年（明治26年）までに20個中隊を増設する計画が発表された。何度かの法令改正で、兵員の将来と権利を保障する制度が導入された。募集方法が変えられ、もはや士族出身者を積極採用することはなくなった。屯田兵に与えられる土地は従来の1.5倍となり、ほかに共同利用の公有地が用意された。期間は現役3年、予備役4年、後備役13年の計20年、満40歳までに限られた。兵村には、兵員から選挙で選ばれる兵村会が設けられた。
1890年9月6日、屯田兵土地給与規則が公布され、屯田兵として北海道に移住の者に土地1万5000坪を給与し、免税・譲渡制限などの保護をあたえた。
後期屯田では前期と異なり、上川、空知へ重点が移された。（一部札幌も含まれる）過去の経験の蓄積、良好な土地選定、農民出身者が多かったことなど、好条件が重なり、後期屯田の経営は好成績を収めた。

### 屯田兵の廃止
後期屯田の実施時には、既に北海道の開拓が相当に進展しており、大規模な入植に適した土地が少なくなっていた。またこの頃、北海道の人口は徴兵制で兵士を集めることが可能な水準に達しつつあり、第7師団の創設につながった。新たな入植は1899年（明治32年）の上川（剣淵）、士別で終わり、彼らが後備役に入った1904年（明治37年）に屯田兵制度が廃止された。
1906年（明治39年）4月12日、屯田兵土地給与規則の廃止が公布された。

## 生活と任務

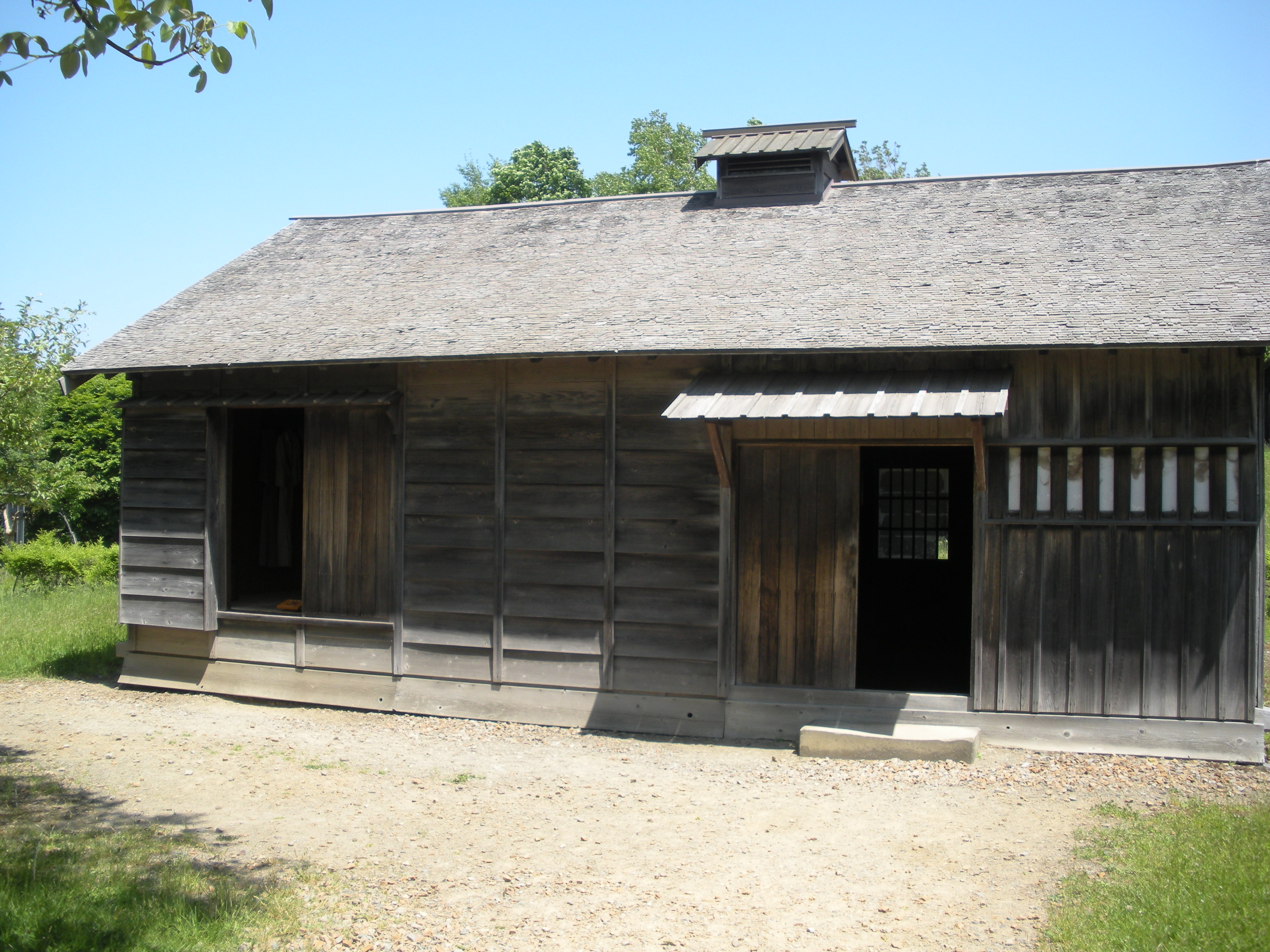
納内村（現在の深川市）に建てられた屯田兵屋。札幌市厚別区「北海道開拓の村」にて撮影。

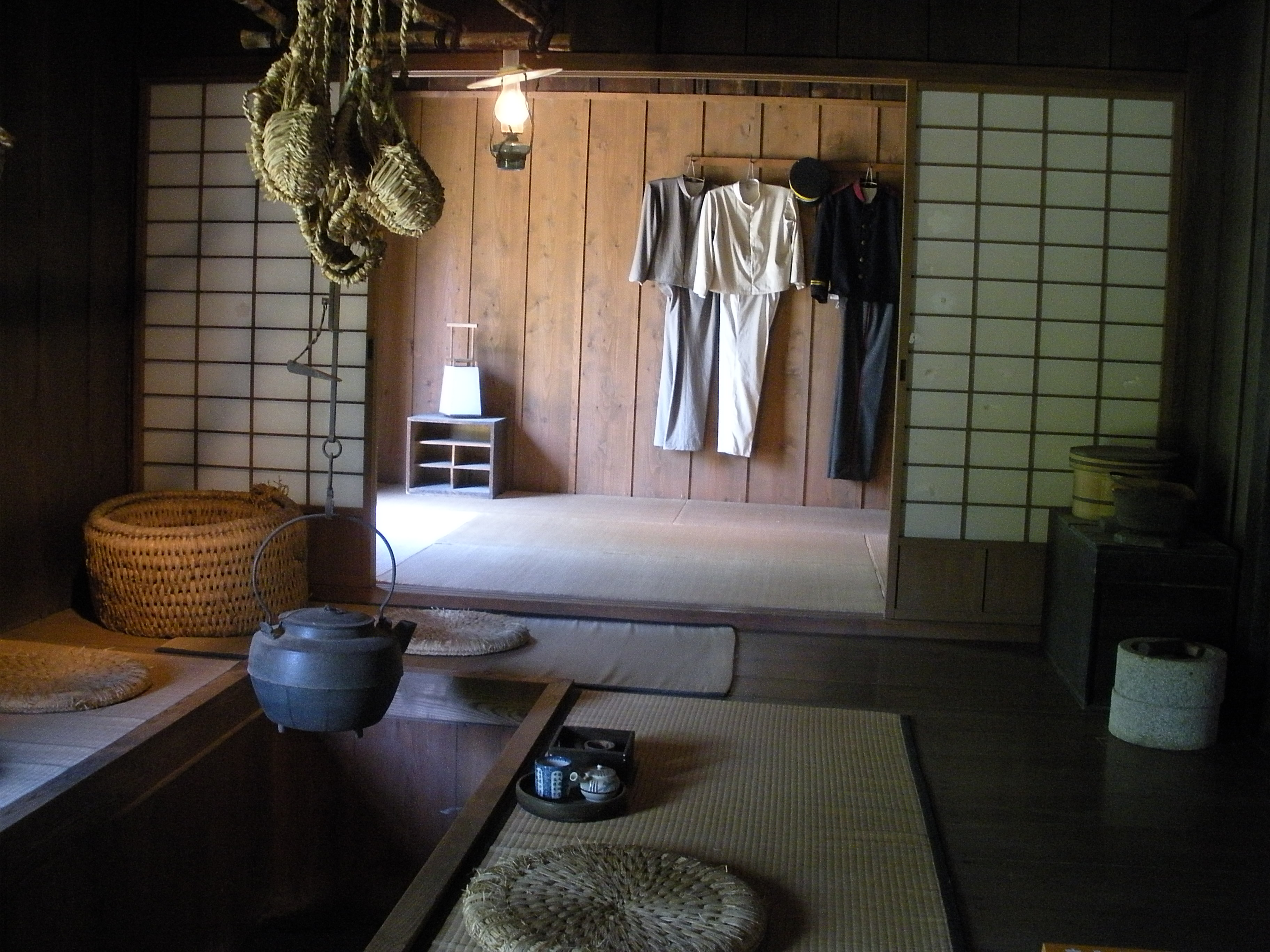
納内屯田兵屋の内部。壁には制服が掛けられている。

屯田兵は家族を連れて入地し、入地前にあらかじめ用意された家「兵屋」と、未開拓の土地を割り当てられた。兵屋は一戸建てで村ごとに定まった規格で作られた。板壁の柾屋根（薄く割った板で葺いた屋根）の木造建築で、広さは畳敷きの部屋が2部屋、炉を据えた板の間、土間、便所からなり、流し前は板の間あるいは土間におかれた。決して贅沢な間取りではないが、当時の一般庶民の住宅よりは良かったという。
兵村は形式においては一般の村と並ぶものではないが、集団で入って一つの規律に服したので、実際には村の中の独立した村として機能した。兵村には、週番所（1886年（明治18年）に中隊本部と改称）、練兵場、射的場が付属した。兵村は他に広大な共有地も持っていた。
屯田兵の生活規則は厳しかった。起床と就業の時間が定められ、村を遠く離れる際には上官への申告を要した。軍事訓練と農事のほかに、道路や水路などの開発工事、街路や特定建物の警備、災害救援に携わった。また、国内外の様々な作物を育てる試験農場の役目も兼ねた。平時は徒歩憲兵に編制されるものと規定されていた（屯田兵例則）。

## 戦歴
屯田兵は西南戦争、日清戦争、日露戦争に参加した。

### 西南戦争
屯田兵は全力が西南戦争に動員され、人吉方面への追撃戦に参加した。増援のために屯田予備兵が編成されたが、そちらは東京で訓練中に終戦の見込みとなり、解散した。
西南戦争が勃発した1877年（明治10年）2月、屯田事務局は黒田開拓長官の命令で、屯田兵小隊を函館港に派遣した。第一中隊の安田安中尉が30名の部下とともに出動し、約1カ月間船舶を監視する任務に就いた。反乱の拡大がないと見極めが着いた3月下旬に引き揚げた。
4月10日、黒田長官は屯田兵第一大隊、つまりは屯田兵全部隊に出征を命じた。屯田兵は小樽港から出航し、熊本県の百貫に着き、小島町に宿営した。27日に別働第二旅団に所属することが決まり、鎮台兵一中隊と狙撃兵若干が配属された。以後、屯田兵は八代から人吉への進撃に加わって、交戦を重ねた。屯田兵の下士兵卒には東北諸藩の士族出身が多かったので、戊辰戦争の敵だった鹿児島県士族を相手とするこの戦争に奮い立った。しかし、将校の地位を占めた鹿児島県出身者には戦意が乏しく、8月2日の一ツ瀬川の戦いを観戦したある官軍将校は、屯田部隊で「戦争をしているのは下士兵卒で将校ではない」と評したという。戦争の終わりが見えると、8月16日に帰郷命令を受けた。戦争中、屯田兵は戦死7人、戦病死20人、負傷20人の損害を出した。
屯田兵は都城、神戸、東京を経由して9月30日に札幌に戻った。途中、9月3日に屯田予備兵とともに明治天皇の観閲を受け、慰労の言葉を賜った。戦後の論功行賞は、非難の的だった鹿児島出身将校に厚く勇戦した他藩出身者に薄かったため、1人の将校が抗議の切腹をした。

### 日清戦争
日清戦争では、開戦当初、屯田兵は後備兵とともに国内に残留した。1895年（明治28年）3月4日、屯田兵を中心とした臨時第7師団の編制が命じられると、全兵力が出動した。小樽に集結後4月に汽船で青森に渡り、そこから鉄道で東京に移動。22日に充員を完了して30日に第一軍に編入された。しかし講和交渉がはじまったため戦地に赴くことなく、5月15日に復員命令を受けた。6月に北海道に帰り、6月22日に臨時第7師団は解散した。

### 日露戦争
1904年（明治37年）2月に日露戦争がはじまったとき、屯田兵はすべて現役を退き、後備兵になる間際であった。旭川に本部をおく第7師団は、ロシアの出方をうかがう意味もあって、当座は動員をかけなかった。
8月4日に動員が命令され、充員のため屯田兵も召集された。8月17日に野戦第7師団が動員を完結した（師団長は大迫尚敏中将）。第7師団は、他の師団と異なり、各連隊に約1個小隊の乗馬歩兵を配属し、伝令などに当たらせる編成をとった。この乗馬歩兵は屯田兵から選ばれた。北海道には10月26日に留守第7師団がおかれ、訓練と補充に当った。
10月21日から輸送が開始され、11月に大連に集結、乃木希典大将の指揮する第三軍に属した。そのまま旅順攻囲戦に参加し、攻略の一翼を担って莫大な損害を出した。旅順陥落後は、奉天会戦に参加した。講和交渉開始の翌年、1906年（明治39年）3月に日本に帰着した。
日露戦争における第7師団の損害は、戦死・戦病死3,142人、負傷8,222人、計11,364人に及んだ（ただし屯田兵だけの損害ではない）。

## 屯田兵の組織

### 関連諸法令
- 屯田兵例則　1874年（明治7年）10月制定
- 屯田兵予備兵条例　1877年（明治10年）12月制定
- 屯田兵予備兵条例の廃止　1881年（明治14年）2月
- 屯田兵条例　1885年（明治18年）5月5日制定
- 屯田兵本部概則　1885年（明治18年）10月16日
- 屯田兵条例の改正　1889年（明治22年）7月
- 屯田兵条例の改正　1890年（明治23年）8月
- 屯田兵土地給与規則　1890年（明治23年）9月公布
- 屯田兵に募集に関する陸軍省告示　1890年（明治23年）10月
- 屯田兵条例の廃止　1904年（明治37年）9月8日

### 屯田兵の所管
- 開拓使
  - 屯田事務局（1875年（明治8年）3月設置）
  - 屯田事務係（1881年（明治14年）7月改称）
- 陸軍省
  - 屯田事務係（1882年（明治15年）1月移管）
  - 屯田兵本部（1885年（明治18年）5月改称）
  - 屯田兵司令部（1889年（明治22年）7月改称）
  - 臨時第7師団（1895年（明治28年）3月編成）
  - 第7師団（1896年（明治29年）5月正式設置、屯田司令部廃止）

### 大隊と中隊
| 年月               | 年月   | 摘要 |
| ------------------ | ------ | --- |
| 1875年（明治8年）  | 5月    | 札幌郡琴似兵村 第一大隊第一中隊。198戸。 |
| 1876年（明治9年）  | 9月    | 札幌郡発寒村 第一大隊第一中隊に編入。32戸。 札幌郡山鼻兵村 第一大隊第二中隊。240戸。 |
| 1878年（明治11年） | 8月    | 札幌郡江別兵村 第一大隊付属江別分隊。10戸。 |
| 1881年（明治14年） | 7月    | 札幌郡篠津兵村 第一大隊付属篠津分隊。19戸。 |
| 1882年（明治15年） | 8月    | 琴似を第一、第二中隊、山鼻を第三、第四中隊に編成。 |
| 1884年（明治17年） | 5月    | 琴似を第一中隊、山鼻を第二中隊、江別と篠津を第三中隊に編成。 |
| 1885年（明治18年） | 7月    | 札幌郡野幌別兵村 第一大隊第四中隊。138戸。 |
| 1886年（明治19年） | 5月    | 根室郡東和田兵村 第二大隊第一中隊。220戸。 |
| 1887年（明治20年） | 5月    | 江別と篠津の第一大隊第三中隊を、第三大隊第一中隊とする。 野幌の第一大隊第四中隊を、第三大隊第二中隊とする。 新琴似兵村 第一大隊第三中隊。140戸。 室蘭和西兵村 室蘭屯田兵中隊。110戸。                                                                                     |
| 1888年（明治21年） | 5月    | 根室郡西和田兵村 第二大隊第二中隊。120戸。 |
| 1889年（明治22年） | 7月    | 札幌郡篠路兵村 第一大隊第四中隊。220戸。 室蘭屯田兵中隊を第二大隊に改称。 従来の根室の第二大隊を第四大隊に改称。 |
| 1889年（明治22年） | 12月   | 空知郡滝川村南滝川兵村 第五大隊第一中隊。92戸。 |
| 1890年（明治23年） | 7月    | 厚岸郡太田村南太田兵村 第四大隊第三中隊。220戸。 厚岸郡太田村北太田兵村 第四大隊第四中隊。220戸。 空知郡滝川村北滝川兵村 第五大隊第二中隊。 |
| 1891年（明治24年） | 2月    | 第一大隊と第二大隊を統合して第一大隊とする。 第三大隊と第五大隊を統合して第二大隊とする。 第四大隊はそのまま、第三大隊は一時欠。 |
| 1891年（明治24年） | 6月    | 上川郡永山村西永山兵村 第三大隊第一中隊。200戸。 上川郡永山村東永山兵村 第三大隊第二中隊。200戸。 空知郡沼貝村美唄兵村 屯田騎兵隊。40戸。 高志内兵村 屯田砲兵隊。30戸。 茶志内兵村 屯田工兵隊。30戸。                                                                     |
| 1892年（明治25年） | 8月    | 下東旭川兵村 第三大隊第三中隊。200戸。 上東旭川兵村 第三大隊第四中隊200戸。 |
| 1893年（明治26年） | 8月    | 上川郡西当麻兵村 第三大隊第五中隊。200戸。 上川郡東当麻兵村 第三大隊第六中隊。200戸。 |
| 1894年（明治27年） | 8月    | 空知郡滝川村南江部乙兵村 第二大隊第五中隊。200戸。 空知郡滝川村北江部乙兵村 第二大隊第六中隊。200戸。 |
| 1895年（明治28年） | 5月    | 雨竜郡深川村西秩父別兵村 第一大隊第六中隊。100戸。 雨竜郡深川村東秩父別兵村 第一大隊第七中隊。100戸。 雨竜郡深川村北一已村 第一大隊第八中隊。100戸。 雨竜郡深川村南一已村 第一大隊第九中隊。100戸。 雨竜郡深川村納内村 第一大隊第十中隊。100戸。                          |
| 1896年（明治29年） | 8月    | 第一大隊の第一中隊から第五中隊が現役を終了。 西秩父別の第一大隊第六中隊を第一中隊とする。 東秩父別の第一大隊第七中隊を第二中隊とする。 北一已村の第一大隊第八中隊を第三中隊とする。 南一已村の第一大隊第九中隊を第四中隊とする。 納内の第一大隊第十中隊を第五中隊とする。 |
| 1897年（明治30年） | 5月    | 常呂郡下野付牛兵村 第四大隊。この年に第一中隊。 常呂郡中野付牛兵村 第四大隊。この年に第二中隊。 常呂郡上野付牛兵村 第四大隊。この年に第三中隊。 紋別郡南湧別兵村 第四大隊。この年に第四中隊。 紋別郡北湧別兵村 第四大隊。この年に第五中隊。                               |
| 1897年（明治30年） | -      | 第四大隊の旧第一から第四中隊が現役を終了。 |
| 1899年（明治32年） | 7月    | 上川郡南剣淵兵村 第三大隊第第三中隊。167戸。 上川郡北剣淵兵村 第三大隊第四中隊。167戸。 上川郡士別兵村 第三大隊第五中隊。100戸。 |
| 1900年（明治33年） | 4月    | 第三大隊第一中隊、第二中隊を後備役に編入。 |
| 1901年（明治34年） | 4月1日 | 第二大隊、屯田騎兵隊、屯田砲兵隊、屯田工兵隊を解隊。 |
| 1902年（明治35年） | 3月    | 第一大隊を解隊。 |
| 1903年（明治36年） | 4月    | 第四大隊を解隊。 |
| 1904年（明治37年） | 4月    | 第三大隊の第三中隊、第四中隊、第五中隊が後備役となる。 |

## 遺構・記録等

### 北海道遺産
2004年10月22日に「屯田兵村と兵屋」として北海道遺産に選定されている。

### 滝川屯田兵文書
明治期に滝川に入植した屯田兵に関する記録が中隊本部によって作成されていたものの、ほとんどは終戦時に処分されており、唯一、兵村小学校（のちの滝川市立滝川第二小学校）に移されたものが「滝川屯田兵文書」として2016年に道の有形文化財に指定されている。

### 地名
札幌市北区に屯田の地名が現存する。その他、北海道の各地には屯田の名を冠した地名が存在する。

### 最後の屯田兵
1964年に亡くなった北海道江別市の男性（当時102歳）が初期の屯田兵で最後の生き残りだったといわれる。